# Voiniți, Montana
Voiniți (în bulgară Войници) este un sat în comuna Montana, regiunea Montana,  Bulgaria. 

## Demografie
Componența etnică a satului Voiniți
     Bulgari (80,28%)
     Romi (19,71%)
     Nicio identificare (0%)
     Altele (0%)
La recensământul din 2011, populația satului Voiniți era de 71 locuitori. Din punct de vedere etnic, majoritatea locuitorilor (80,28%) erau bulgari, cu o minoritate de romi (19,71%). Pentru 0% din locuitori nu este cunoscută apartenența etnică.